# Zenos Frudakis
Zenos Frudakis (San Francisco, 17 juillet 1951) est un sculpteur américain célèbre pour ses représentations de personnages historiques ou vivants, ainsi que pour ses œuvres post-modernes. Il vit et travaille près de Philadelphie aux États-Unis.